# Fontaine-la-Gaillarde
Fontaine-la-Gaillarde é uma comuna francesa na região administrativa de Borgonha-Franco-Condado, no departamento de Yonne. Estende-se por uma área de 10,69 km². Em 2010 a comuna tinha 531 habitantes (densidade: 49,7 hab./km²).